# Per-Jostjärnen
Per-Jostjärnen är en sjö i Malung-Sälens kommun i Dalarna och ingår i Dalälvens huvudavrinningsområde. Sjön är 17 meter djup, har en yta på 0,0661 kvadratkilometer och befinner sig 300,5 meter över havet.

## Delavrinningsområde
Per-Jostjärnen ingår i det delavrinningsområde (673590-137727) som SMHI kallar för Ovan VDRID = Gärdan i Västerdalälvens vattendrags*. Medelhöjden är 337 meter över havet och ytan är 19,16 kvadratkilometer. Räknas de 325 avrinningsområdena uppströms in blir den ackumulerade arean 3 692,95 kvadratkilometer. Västerdalälven som avvattnar avrinningsområdet har biflödesordning 2, vilket innebär att vattnet flödar genom totalt 2 vattendrag innan det når havet efter 390 kilometer. Avrinningsområdet består mestadels av skog (49 procent) och sankmarker (18 procent). Avrinningsområdet har 0,57 kvadratkilometer vattenytor vilket ger det en sjöprocent på 3 procent. Bebyggelsen i området täcker en yta av 1,79 kvadratkilometer eller 9 procent av avrinningsområdet.